# Cantone di Châtillon-en-Bazois
Il Cantone di Châtillon-en-Bazois era una divisione amministrativa dell'arrondissement di Château-Chinon (Ville).
È stato soppresso a seguito della riforma complessiva dei cantoni del 2014, che è entrata in vigore con le elezioni dipartimentali del 2015.
Comprendeva i comuni di:
- Achun
- Alluy
- Aunay-en-Bazois
- Bazolles
- Biches
- Brinay
- Châtillon-en-Bazois
- Chougny
- Dun-sur-Grandry
- Limanton
- Mont-et-Marré
- Montigny-sur-Canne
- Ougny
- Tamnay-en-Bazois
- Tintury